# Lim (Ouham-Pendé)
Pour les articles homonymes, voir Lim.
Lim est une  commune rurale de la préfecture de Ouham-Pendé, en République centrafricaine. Elle tient son nom de la rivière Lim (affluent du Logone) qui la draine en direction du nord. La principale localité de la commune est le chef lieu de sous-préfecture Ngaoundaye.

## Géographie
La commune de Lim s’étend au nord de la préfecture de l’Ouham-Pendé, elle est limitrophe du Tchad, et proche de la frontière camerounaise. La plupart des villages sont situés sur l'axe Ndim-Bang. Le point culminant de la commune est le Mont Pana (1 183 m).
|      | Baïbokoum |         |
| Kodi | Lim       | Dilouki |
|      | Kodi      |         |

## Villages
Les villages principaux sont : Bang, Ngaoundaye et Nzoro 1.
La commune compte 44 villages en zone rurale recensés en 2003 : Bali, Bali 2, Baouda, Bildara, Bilsem, Bolele 1, Bolele 2, Fah, Gami 1, Gami 2, Gore-Makele, Gouh, Kodi, Kodi 2, Kollo, Kossaye, Kousse Ngaoundaye, Kousse Poungba, Kousse-Lim, Kpetene, Laponzoui, Laye, Legbaou, Makele, Mboh 1, Mboh 2, Mboukou, Mboum-Mbidoye, Mont-Pana, Ndia, Ndoko, Ngaoundaye 2, Ngbaya, Ngouboye 1, Nzakoun, Nzapoye, Nzataou-Ngouboye, Nzoro-Pana, Pahi, Pana 2, Pounzeke-Gore, Touga, Toukol, Wassara.

## Éducation
La commune compte huit écoles publiques : Sous-préfectorale mixte à Ngaoundaye, Sainte Lucie à Nzoro, à Nzakoun, Nzapoye, à Makélé, Bolélé, Ngouboye et Bang; et une école privée : le Centre de promotion féminine à Ngaoundaye.

## Santé
La commune située dans la région sanitaire n°3 dispose d’un centre de santé à Ngaoundaye et de 3 postes de santé à Bang,  Nzoro et Mboum.